# Big Bend (Wisconsin)
Pour les articles homonymes, voir Big Bend.
Big Bend est un village du comté de Waukesha, dans l'État du Wisconsin, aux États-Unis. En 2020, il comptait une population de 1 483 habitants.